# Грегуччи, Анджело
Анджело Грегуччи (итал. Angelo Gregucci; 10 июня 1964, Сан-Джорджо-Йонико, Италия) — итальянский футбольный тренер, ранее футболист.

## Карьера
Анджело Грегуччи воспитанник клуба «Таранто», в котором начал карьеру в 1981 году в Серии С1. В 1982—1986 годах выступал в Серии С2 за клуб «Алессандрия».
В 1986 году присоединился к «Лацио», в составе которого выступал семь лет. Вместе с клубом в сезоне 1987/88 поднялся из Серии B в Серию А. В высшей серии Анджело Грегуччи выступал за римский клуб пять лет, сыграл 124 матча, забил 8 голов.
Сезон 1993/94 провёл в Серии А за туринский «Торино», затем Грегуччи, в течение четырёх лет, выступал за клуб «Реджана». В сезоне 1994/95 «Реджана» покинула Серию А, в следующем сезоне команда смогла вернуться обратно, но закрепиться в высшей лиге клубу не удалось.
Анджело Грегуччи приступил к тренерской деятельности летом 1998 года, завершив карьеру игрока в «Реджане», и войдя в её тренерский штаб. В 1999 году был назначен главным тренером «Реджаны».
В 2000 году возглавлял «Витербезе», затем некоторое время был ассистентом в «Фиорентине» одноклубника по «Лацио» Роберто Манчини.
После «Фиорентины» Грегуччи последующие 10 лет возглавлял 8 итальянских клубов из разных дивизионов — «Леньяно», «Венеция», «Салернитана», «Лечче», «Виченца», «Аталанта», «Сассуоло» и «Реджана», с которой он уже работал. «Лечче» был единственным клубом, выступавшим в Серии А, там Грегуччи работал на старте сезона 2005/06 в течение трёх месяцев.
В сезоне 2012/13 Анджело Грегуччи был помощником Роберто Манчини в английском «Манчестер Сити». Вторым английским клубом, с которым работал Грегуччи, был лондонский «Лейтон Ориент», где он ассистировал Фабио Ливерани в сезоне 2014/15.
После возвращения из Манчестера Анджело Грегуччи недолго возглавлял клубы «Салернитана», «Казертана» и
«Алессандрия», за которую он выступал как футболист.
В июле 2016 Грегуччи присоединился к тренерскому штабу Роберто Манчини в миланском «Интере», однако уже в августе Манчини был снят с должности.
В 2017—2018 годах работал помощником Манчини в петербургском «Зените». С мая 2018 года ассистент Роберто Манчини в сборной Италии.